# ماركوس أوسوليفان
ماركوس أوسوليفان (بالإنجليزية: Marcus O'Sullivan) هو عداء المسافات المتوسطة أيرلندي، ولد في 22 ديسمبر 1961 في كورك في جمهورية أيرلندا.

## وصلات خارجية
- ماركوس أوسوليفان على موقع الاتحاد الدولي لألعاب القوى (الإنجليزية)
- ماركوس أوسوليفان على موقع اللجنة الأولمبية الدولية (الإنجليزية)
- ماركوس أوسوليفان على موقع أوليمبيديا (الإنجليزية)